# 更似仿刺鎧蝦
更似仿刺鎧蝦（学名：Munidopsis similior）为鎧甲蝦科仿刺鎧蝦屬下的一个种。